# 考纳瓦拉
考纳瓦拉（1862年9月29日—1939年6月3日），是清迈王国七王子王朝第九代也是最后一代昭勐（君主），1910年至1939年在位，在位期间并无实权，只是清迈的虚位领袖:64。